# 萨尔瓦多·巴尔德斯·梅萨
萨尔瓦多·巴尔德斯·梅萨（西班牙語：Salvador Valdés Mesa，西班牙語發音：[salβaˈðoɾ βalˈðez ˈmesa]；1945年6月13日—），古巴政治家和前工会领袖，自2019年10月以来一直是古巴共和国副主席，并且是古巴共产党中央政治局委员。
他于2018年4月18日当选为米格尔·迪亚斯·卡内尔继任古巴国务委员会主席之后的国务委员会第一副主席。2019年10月10日，当选为古巴共和國副主席。

## 生平
萨尔瓦多·巴尔德斯自1961年古巴革命胜利后就加入了青年共产主义联盟附属的青年反叛者协会。他曾是古巴工人中央工会和古巴共产党的领导人。他在1995年至1999年期间担任劳动和社会保障部长，当时他当选为古共卡马圭省第一书记。自1993年以来，他一直是全国人民政权代表大会代表。他是古巴共产党中央委员会和中央政治局的成员。他也是古巴国务委员会的成员，是五个副主席之一。2019年10月10日，根据新宪法，古巴设立国家主席和副主席的职务，萨尔瓦多·巴尔德斯获全国人民政权代表大会选举为古巴共和国副主席。